# Mikko Sumusalo
Mikko Sumusalo (ur. 12 marca 1990 w Porvoo) – piłkarz fiński grający na pozycji lewego obrońcy. Od 2014 jest zawodnikiem klubu RB Leipzig.

## Kariera klubowa
Swoją karierę piłkarską Sumusalo rozpoczął w klubie FC Futura. Następnie w 1999 roku podjął treningi w HJK Helsinki. W 2009 roku awansował do kadry pierwszego zespołu. Zadebiutował w nim 25 maja 2009 w zwycięskim 1:0 domowym meczu z FC Lahti. W sezonach 2010, 2011, 2012 i 2013 wywalczył z zespołem HJK cztery tytuły mistrza Finlandii z rzędu. Zdobył też Puchar Finlandii w 2011 roku i Puchar Ligi Fińskiej w 2012 roku.
W styczniu 2014 roku Sumusalo przeszedł do RB Leipzig, grającego w trzeciej lidze niemieckiej. Swój debiut w nim zanotował 29 marca 2013 w zwycięskim 3:0 wyjazdowym meczu z SSV Jahn Regensburg. W sezonie 2013/2014 wywalczył z Lipskiem awans do 2. Bundesligi.
| Sezon   | Klub         | Kraj      | Rozgrywki     | Mecze | Bramki |
| ------- | ------------ | --------- | ------------- | ----- | ------ |
| 2009    | HJK Helsinki | Finlandia | Veikkausliiga | 1     | 0      |
| 2009    | Klubi-04     | Finlandia | Ykkönen       | 18    | 1      |
| 2010    | HJK Helsinki | Finlandia | Veikkausliiga | 14    | 0      |
| 2010    | Klubi-04     | Finlandia | Ykkönen       | 2     | 0      |
| 2011    | HJK Helsinki | Finlandia | Veikkausliiga | 17    | 1      |
| 2012    | HJK Helsinki | Finlandia | Veikkausliiga | 20    | 1      |
| 2013    | HJK Helsinki | Finlandia | Veikkausliiga | 27    | 1      |
| 2013/14 | RB Leipzig   | Niemcy    | 3. Liga       | 2     | 0      |
| 2014/15 | RB Leipzig   | Niemcy    | 2. Bundesliga |       |        |

## Kariera reprezentacyjna
W reprezentacji Finlandii Sumusalo zadebiutował 22 stycznia 2012 roku w wygranym 3:2 towarzyskim meczu z Trynidadem i Tobago, rozegranym w Port-of-Spain.